# ديسكفري (سلسلة روايات)
ديسكفري  هي سلسلة روايات من إنتاج المؤسسة العربية الحديثة ومن تأليف المؤلف المصري مجدي صابر وتتحدث السلسلة عن قصص ومغامرات من الخيال العلمي .

## أعداد السلسلة
1. أشباح الكوكب الأزرق
2. ثورة القرود
3. لعنة الصقر الأسود
4. الآلة الجهنمية
5. أميرة النجم الفضي
6. القمر الملعون
7. أشباح القمر الثلجي
8. سر القائد الآلي
9. وجوش الكوكب الأزرق